# Yoshiyuki Ogata

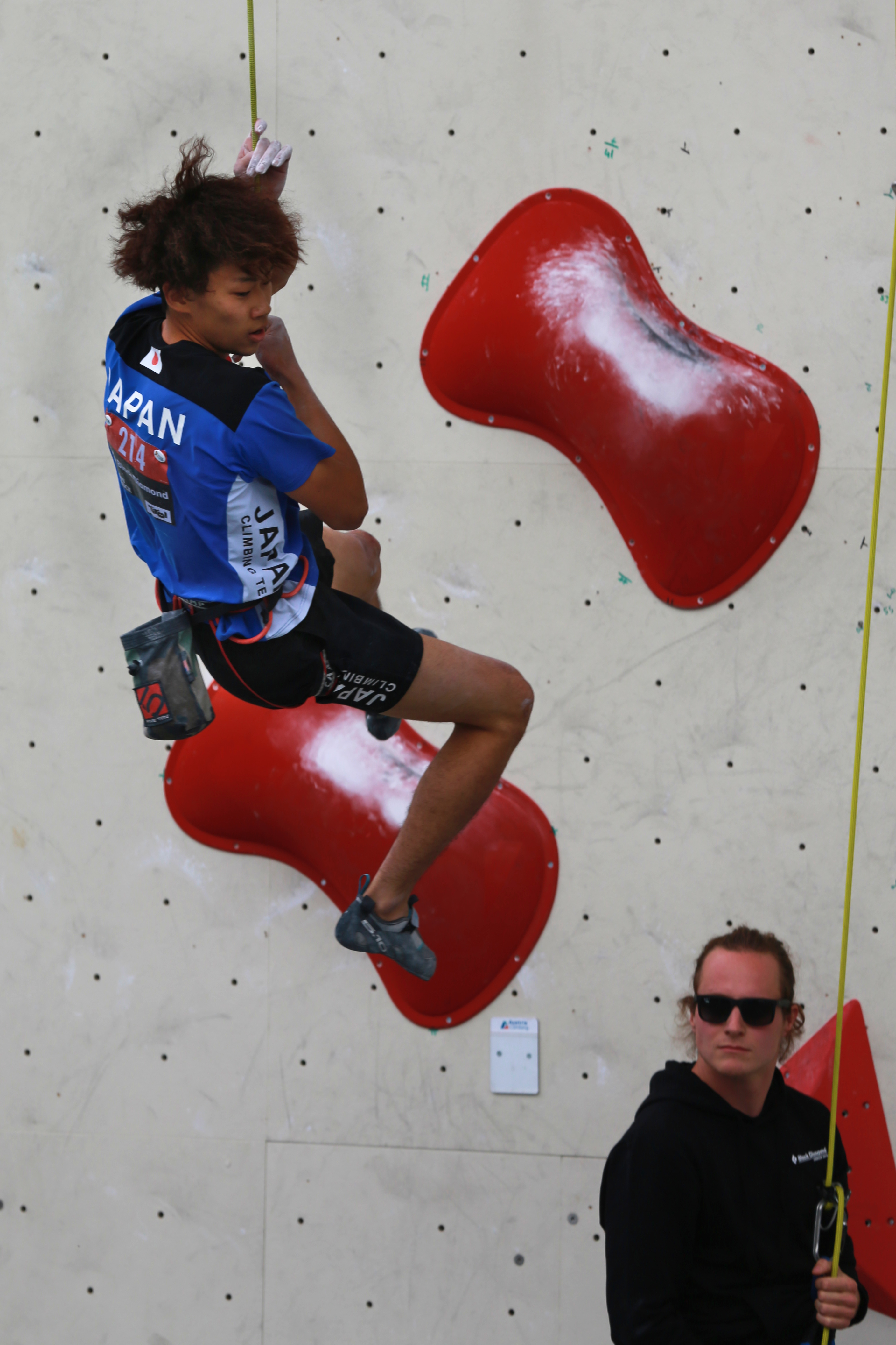
MŚ 2018, Innsbruck. Yoshiyuki Ogata na ścianiee wspinaczkowej w prowadzeniu.

Yoshiyuki Ogata (jap. 緒方 良行 Ogata Yoshiyuki; ur. 4 lutego 1998, w Kurume w prefekturze Fukuoka) – japoński wspinacz sportowy, specjalizujący się boulderingu, prowadzeniu oraz we wspinaczce łącznej. Mistrz Azji we wspinaczce sportowej w konkurencji boulderingu w 2016.

## Kariera sportowa
Na mistrzostwach Azji w 2016 w chińskim Duyun we wspinaczce sportowej zdobył złoty medal we wspinaczce sportowej w konkurencji boulderingu. W 2017 w irańskim Teheranie zdobył dwa medale; srebrny w boulderingu i brązowy w prowadzeniu. 
 W 2019 na mistrzostwach Azji w indonezyjskim Bogorze wywalczył srebrny medal we wspinaczce łącznej w finale przegrał ze swymi rodakiem Kokoro Fujiim.
Uczestnik World Games we Wrocławiu w 2017, gdzie zdobył złoty medal w boulderingu.
Uczestnik festiwalu wspinaczkowego Rock Master, który corocznie odbywa się na słynnych ścianach wspinaczkowych w Arco, gdzie był zapraszany przez organizatora zawodów. W 2017 na tych zawodach wspinaczkowych zajął siódme miejsce w duelu.

## Osiągnięcia

### Mistrzostwa świata
| Konkurencje        | 2016 | 2018 | 2019 |
| Bouldering         | 25   | 15   | 14   |
| Prowadzenie        | —    | 31   | —    |
| Wspinaczka na czas | —    | 110  | —    |
| Wspinaczka łączna  | —    | 29   | —    |

### Mistrzostwa Azji
| Konkurencje        | 2016 | 2017 | 2018 | 2019 |
| Bouldering         | 1    | 2    | 10   | 4    |
| Prowadzenie        | —    | 3    | 5    | 4    |
| Wspinaczka na czas | —    | —    | 47   | 19   |
| Wspinaczka łączna  | —    | —    | 9    | 2    |

### World Games
| Konkurencje | 2017 |
| Bouldering  | 1    |

### Rock Master
| Konkurencje | 2017 |
| Duel        | 7    |